# Dharmapala
En el budismo Vajrayana, un Dharmapāla (wylie: chos skyong) es un tipo de deidad iracunda. El nombre significa 'defensor del Dharma' (en sánscrito) y se conocen también como 'defensores o protectores de la ley', en referencia al dharma.

## Descripción
En las iconografías vajrayana y de arte thangka, los dharmapalas son seres temibles, a menudo con muchas cabezas, muchas manos o muchos pies. A menudo tienen la piel azul, negra o roja y una expresión feroz con colmillos que sobresalen de la boca. Aunque tienen una apariencia y semblante terroríficos, son bodhisattvas o budas, dando a entender que son personificaciones de la compasión que actúan de una manera airada para el beneficio de los seres sintientes.

## En el budismo tibetano
En Tíbet, algunos de los dharmapalas principales son:
- Mahakala (Tib. Nagpo Chenpo)
- Iama (Tib. Shinje)
- Yamantaka (Tib. Shinje Shed)
- Hayagriva (Tib. Tamdrin)
- Vaisravana (Tib. Kubera)
- Palden Lhamo
- Ekajati (Tib. ral chig ma)
- Rāhula (Tib. gza)
- Vajrasādhu (Tib. Dorje Legpa)
- Brahma (Tib. "Tshangs Pa")
- Maharakta (Tib. tsog gi dag po, mar chen)
- Kurukulla (Tib.  rig che ma)
- Takkiraja (Tib. du pai gyal po)
- Prana Atma (Tib. Begtse)

## Budismo Shingon
En el budismo Shingon japonés, descendientes de Tangmi, dharmapalas como Acala y Yamantaka aparecen como Myō-ō. Otros dharmapalas notables son Mahakala, perteneciente a tenbu (devas), la cuarta jerarquía entre las deidades.